# Placówka Straży Granicznej w Kołobrzegu
Placówka Straży Granicznej w Kołobrzegu – graniczna jednostka organizacyjna Straży Granicznej realizująca zadania w ochronie granicy morskiej.

## Formowanie i zmiany organizacyjne
Placówka Straży Granicznej w Kołobrzegu (PSG w Kołobrzegu), powstała 24 sierpnia 2005 w strukturach Morskiego Oddziału Straży Granicznej z przemianowania Granicznej Placówki Kontrolnej Straży Granicznej w Kołobrzegu. Znacznie rozszerzono także uprawnienia komendantów, m.in. w zakresie działań podejmowanych wobec cudzoziemców przebywających na terytorium RP.
Zarządzeniem nr 80 Komendanta Głównego Straży Granicznej zmianie uległa struktura organizacyjna Morskiego Oddziału Straży Granicznej i 28 lutego 2015 została zlikwidowana Placówka SG w Darłowie, a w jej miejsce 1 marca 2015 utworzona została Grupa Zamiejscowa w Darłowie Placówki Straży Granicznej w Kołobrzegu.

## Terytorialny zasięg działania

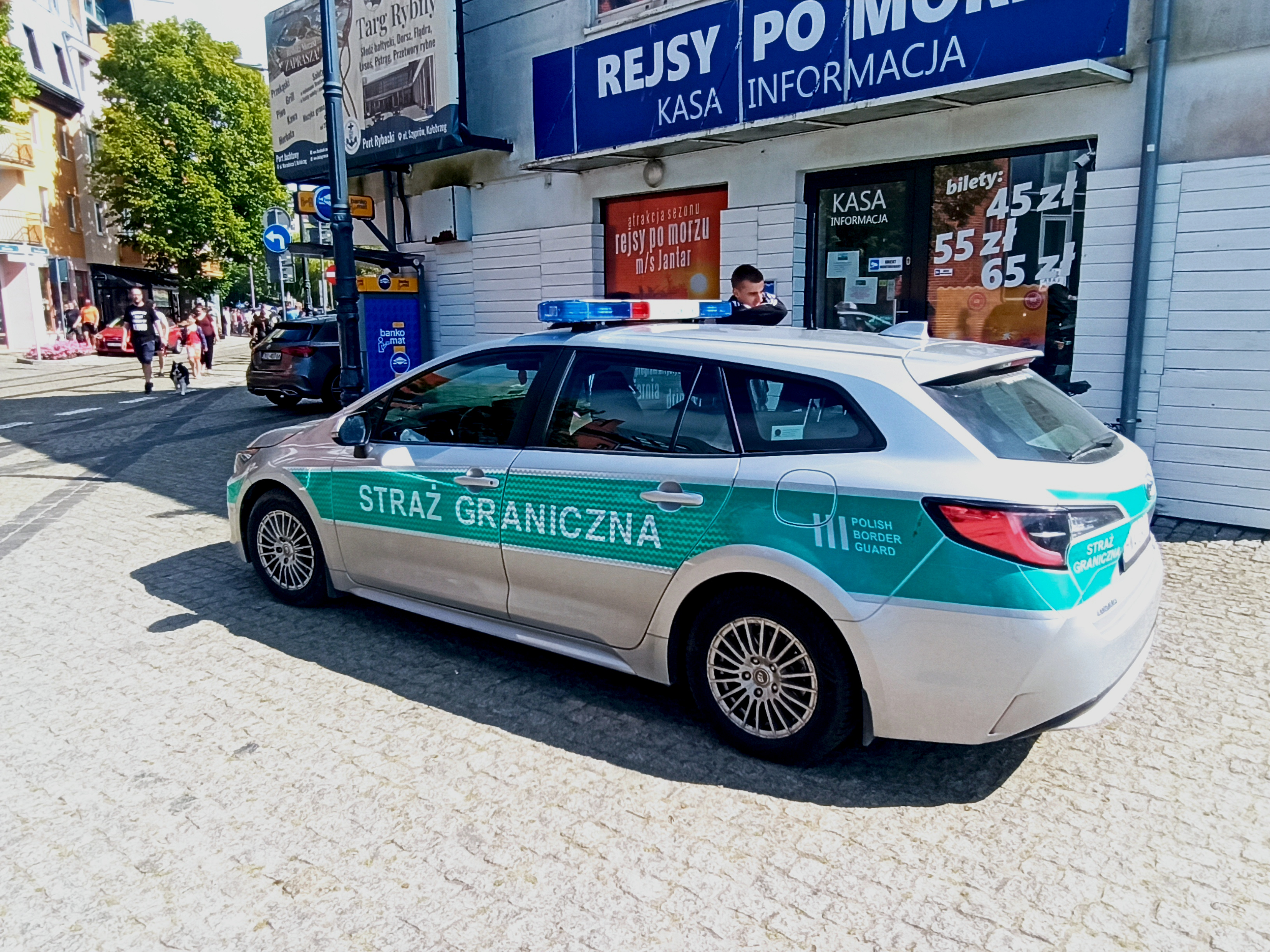
Samochód służbowy SG w Porcie Kołobrzeg (lipiec 2025)

Stan z 1 marca 2015
Brzegiem morza terytorialnego na odcinku powiatów kołobrzeskiego, koszalińskiego i sławieńskiego.
- W strefie nadgranicznej linia rozgraniczenia z:

1. Placówką Straży Granicznej w Ustce: granicami gmin Postomino i Sławno oraz Ustka i Słupsk.
2. Pomorskim Dywizjonem Straży Granicznej w Świnoujściu: wzdłuż brzegu morza terytorialnego na odcinku powiatów kołobrzeskiego i koszalińskiego oraz gmin Darłowo i Postomino z powiatu sławieńskiego do południka 16°30′00″ długości geograficznej wschodniej.
3. Kaszubskim Dywizjonem Straży Granicznej w Gdańsku: wzdłuż brzegu morza terytorialnego na odcinku gminy Postomino od południka 16°30′00″ długości geograficznej wschodniej do granicy powiatów sławieńskiego oraz słupskiego.
4. Placówką Straży Granicznej w Świnoujściu: granicami gmin Trzebiatów i Brojce oraz Kołobrzeg i Siemyśl.

- Poza strefą nadgraniczną obejmuje powiaty: drawski, świdwiński, szczecinecki i białogardzki, z powiatu kołobrzeskiego gminę Rymań, z powiatu koszalińskiego gminy: Bobolice, Polanów, Świeszyno, Manowo.

## Podległe przejścia graniczne
Stan z 1 marca 2015
- Kołobrzeg (morskie)
- Darłowo (morskie).

## Komendanci placówki
- ppłk SG Roman Biernacki (był w 2012[5]–był 11.03.2019)
- mjr SG/ppłk SG Beata Okulińska (była 28.03.2023[6]–obecnie)[7].